# Carex infossa
Carex infossa är en halvgräsart som beskrevs av Zheng Ping Wang. Carex infossa ingår i släktet starrar, och familjen halvgräs.

## Underarter
Arten delas in i följande underarter:
- C. i. extensa
- C. i. infossa